# 天船增二
英仙座31，又名BD+49 902，HD 20418、SAO 38714、HR 989，是英仙座的一颗恒星，视星等为5.03，位于銀經145.74，銀緯-6.12，其B1900.0坐标为赤經3h 12m 0.4s，赤緯+49° -6.12′ 47″。